# Acker-Bruchberg-Zug

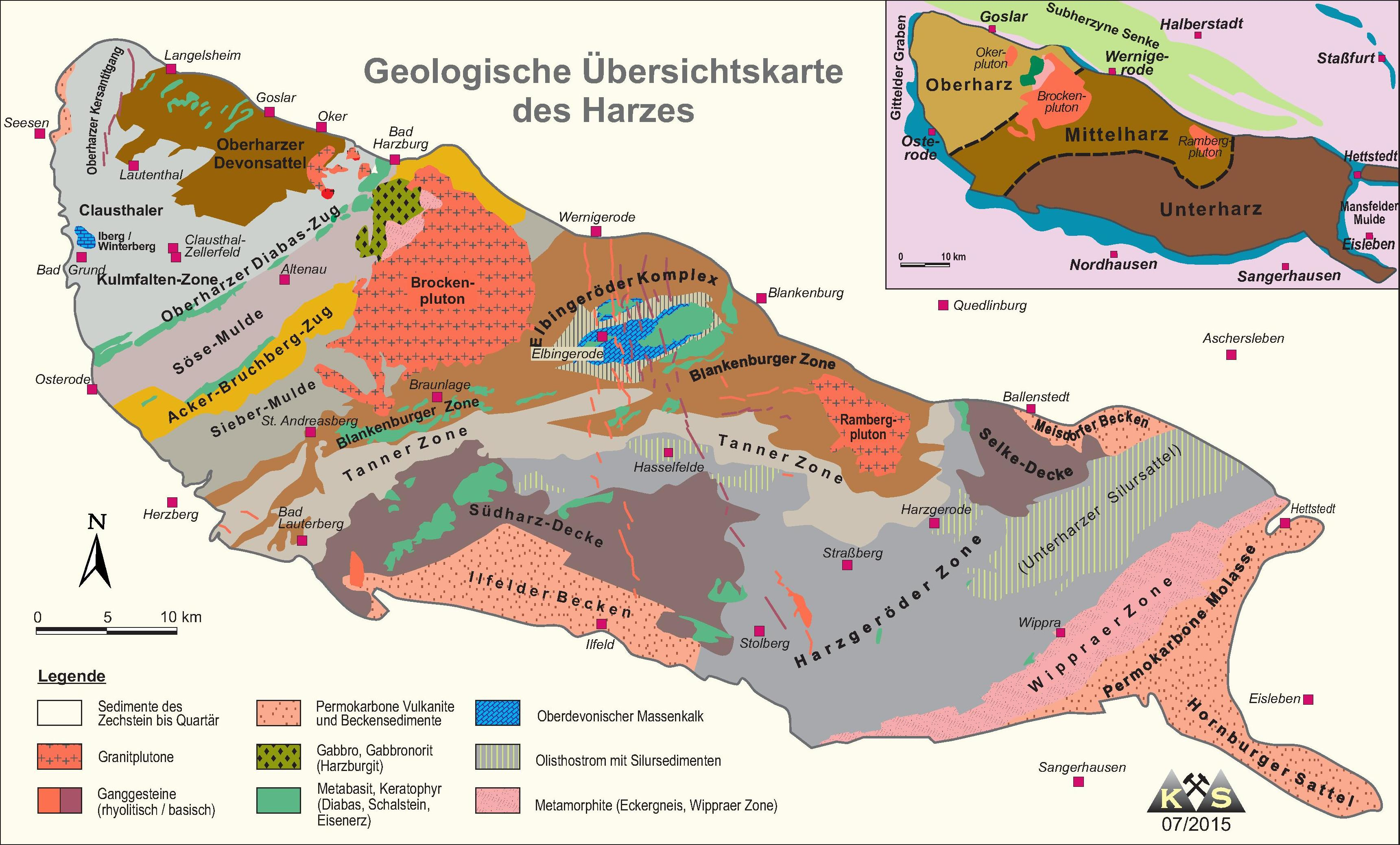
Geologische Übersichtskarte des Harzes (K. Stedingk, Landesamt für Geologie und Bergwesen Sachsen-Anhalt)

Der Acker-Bruchberg-Zug (nach den Bergen Auf dem Acker, Bruchberg) zwischen Osterode und Bad Harzburg ist eine geologische Einheit des Harzes.
Der Acker-Bruchberg-Zug liegt im Oberharz, größtenteils zwischen Sösemulde (nach dem Fluss Söse) und Siebermulde.
Wie die Siebermulde wird der Acker-Bruchberg-Zug durch das jüngere Brocken-Massiv unterbrochen und hat auch einen nordöstlichen Teil, von Bad Harzburg östlich bis über Ilsenburg hinaus.
Er besteht unter anderem aus unterkarbonischem sogenannten „Kammquarzit“, Kieselschiefer, Rot- und Plattenschiefer und Grauwacken. Seine widerstandsfähigen Quarzite bedingen den hochaufragenden Kamm und ragen als herausgewitterte Klippen deutlich hervor.
Die Acker-Bruchberg-Zone (Acker-Bruchberg-Zug) weist eine Faziesgrenze während des Oberdevons, des Tournaisiums und des unteren Viséums auf.